# Grabstätte Hermann Aschaffenburg

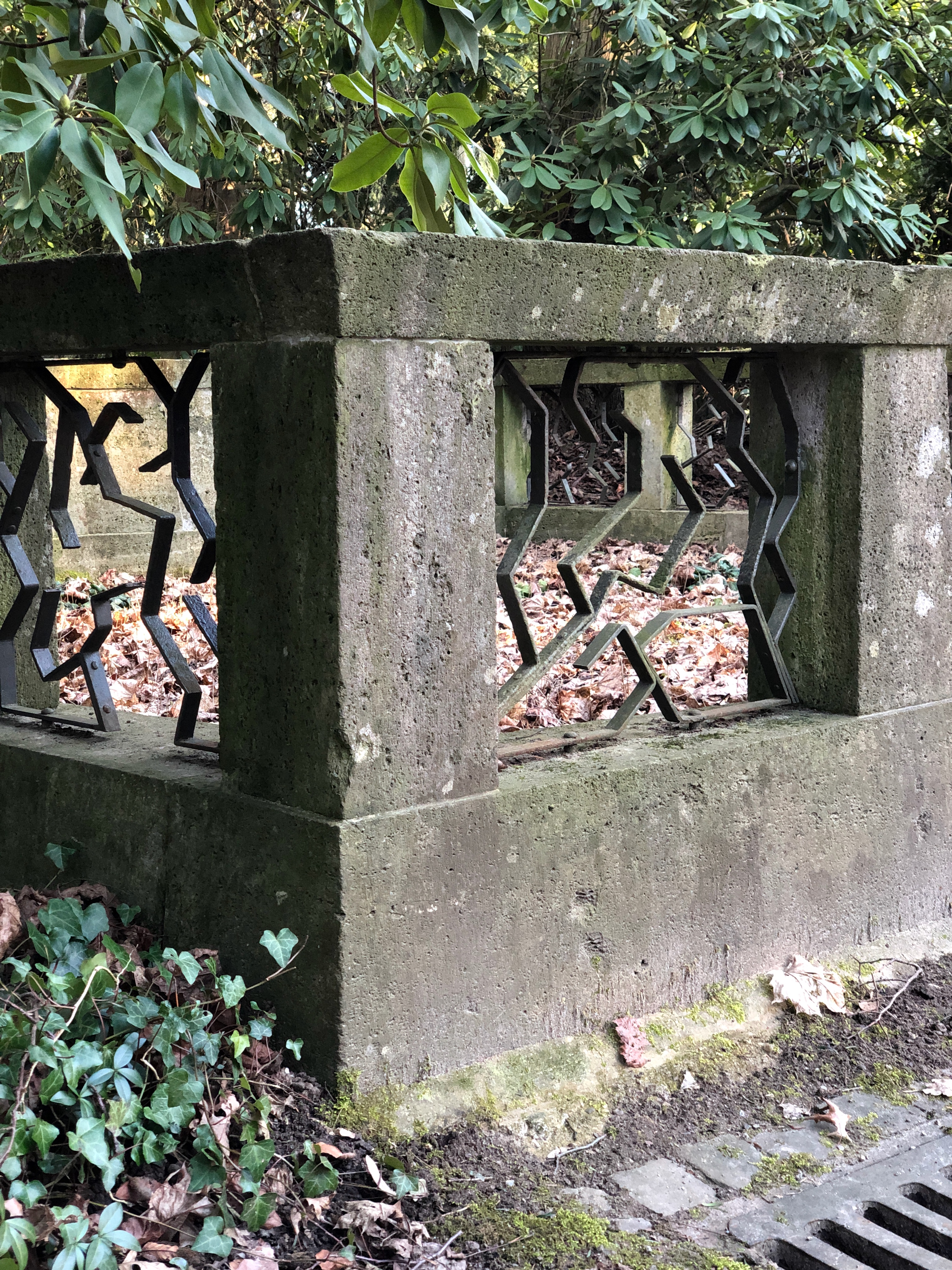
Grabmal der Familie Aschaffenburg im Bunten Garten in Mönchengladbach

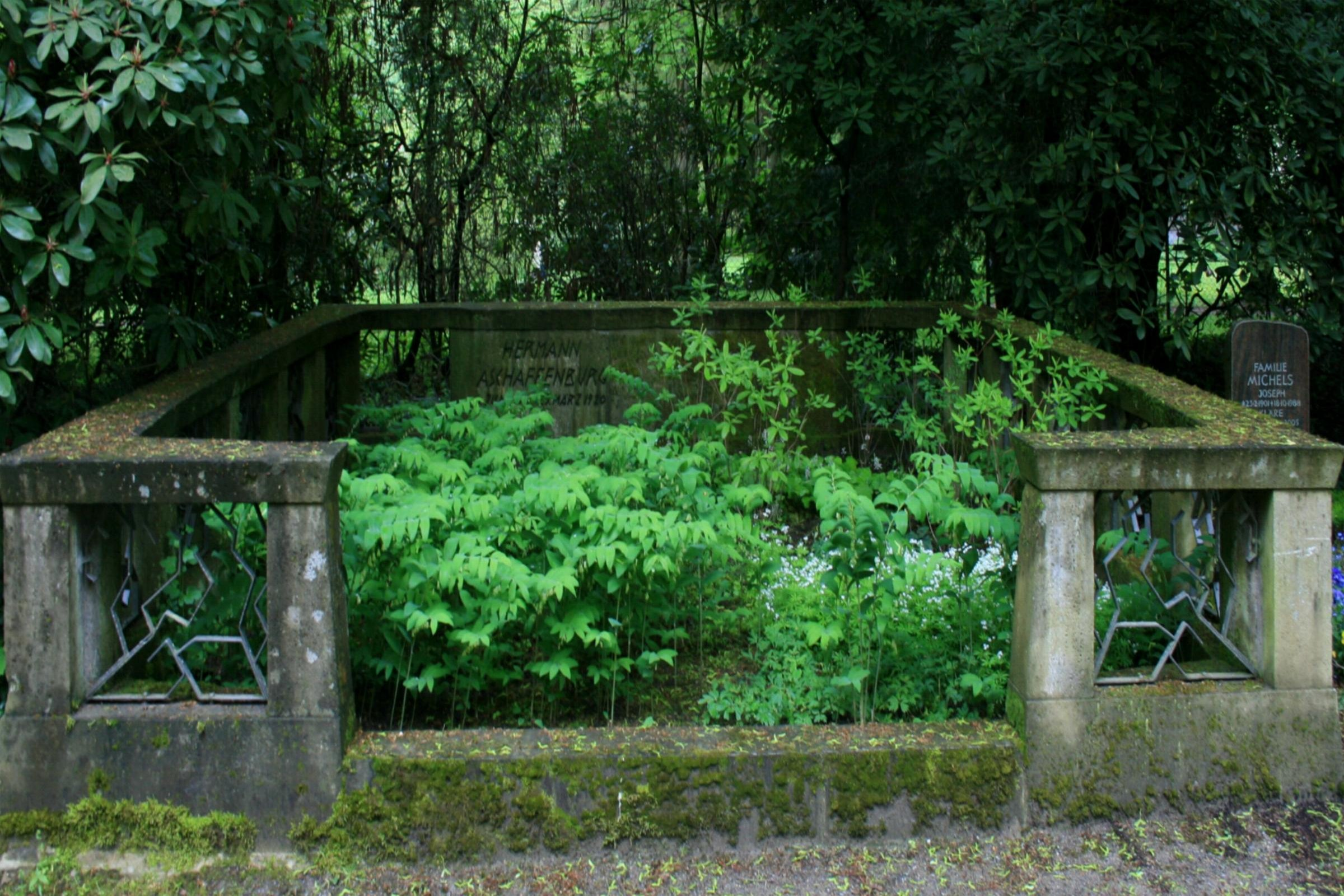
Grabstätte (2010)

Die Grabstätte Hermann Aschaffenburg befindet sich in Mönchengladbach (Nordrhein-Westfalen) auf dem Städtischen Hauptfriedhof Bereich Peter-Nonnenmühlen-Allee/Stakelberg im Abschnitt A, Feld 2, Grabstätte 14, 1–4.

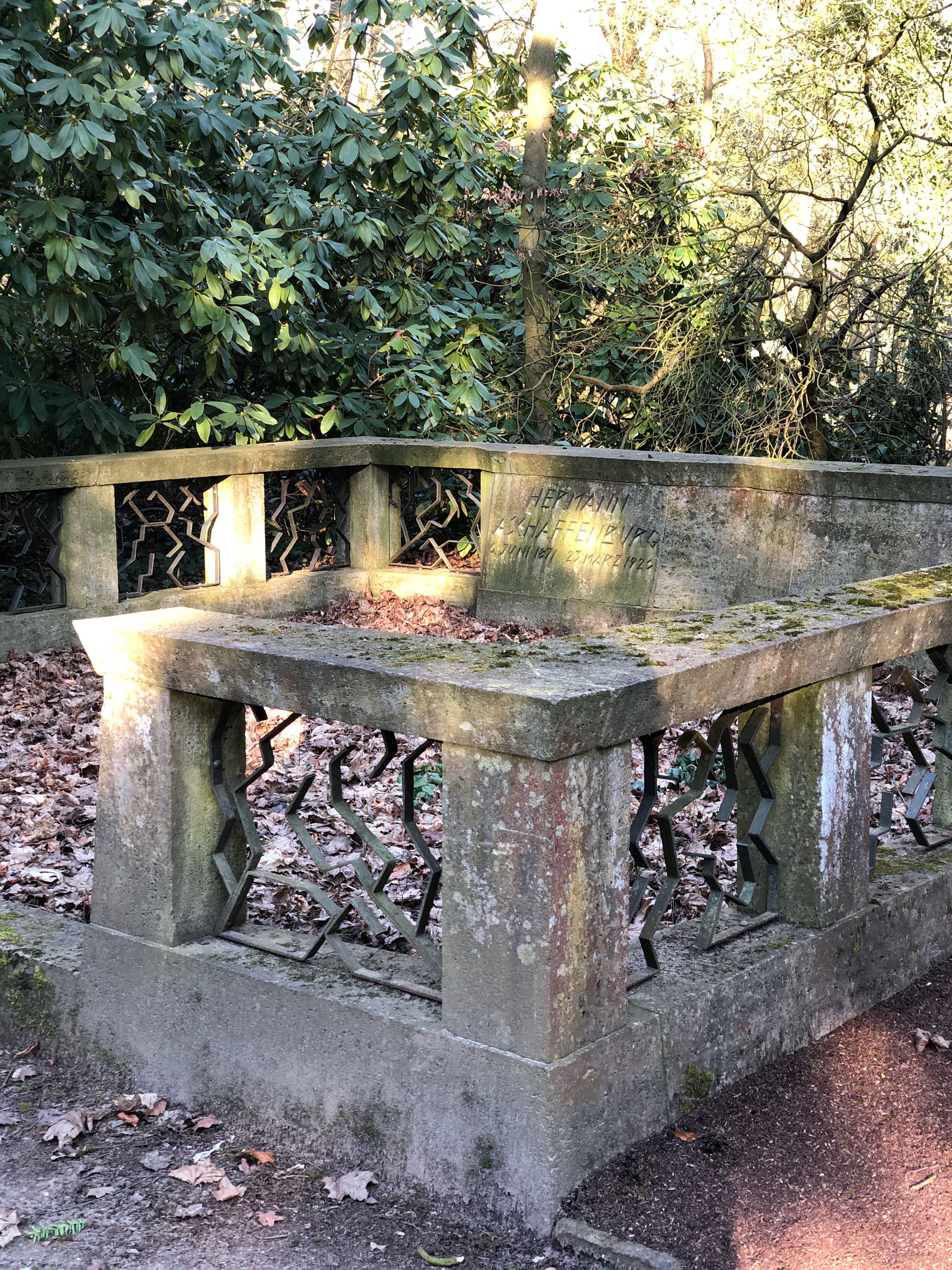
Grabmal der Familie Aschaffenburg im Bunten Garten in Mönchengladbach

Sie wurde 1920/21 errichtet und unter Nr. P 018 am 25. Juni 2007 in die Denkmalliste der Stadt Mönchengladbach eingetragen.

## Beschreibung
Es handelt sich um eine Grabstätte für eine Mehrfachbelegung. Sie wird eingefasst durch eine Brüstung, die auf einem durchlaufenden Sockel aus Quaderblöcken ruht. Die Brüstung selbst besteht aus kubischen Pfeilern, die alle in ihrem Querschnitt geringfügig vom rechten Winkel abweichen, und eine Brüstungsabdeckung mit leicht trapezförmigem Querschnitt tragen. Dazwischen sind Füllungselemente eingestellt, die aus genieteten Flachstählen bestehen. 
Sie gehen von vier Grundtypen aus und sind jeweils spiegelverkehrt eingesetzt. Auch bei den Füllungselementen ist jeder rechte Winkel vermieden. Die Natursteinteile bestehen aus Muschelkalk. Die Rückseite der Grabstätte zeigt anstelle eines freistehenden Grabsteins zwei in die Brüstung eingestellte und jeweils zu den Außenkanten abgeschrägte Steinquader. Der linke Quader trägt die aus Metalllettern aufgesetzte Aufschrift:
HERMANN / ASCHAFFENBURG / 6. JUNI 1871 / 23. MÄRZ 1920
Das Objekt ist bedeutend für die Geschichte des Menschen und für Städte und Siedlungen. Für seine Erhaltung und Nutzung liegen wissenschaftliche, künstlerische, architekturgeschichtliche und ortsgeschichtliche Gründe vor.